# Феодор I (епископ Тверской)

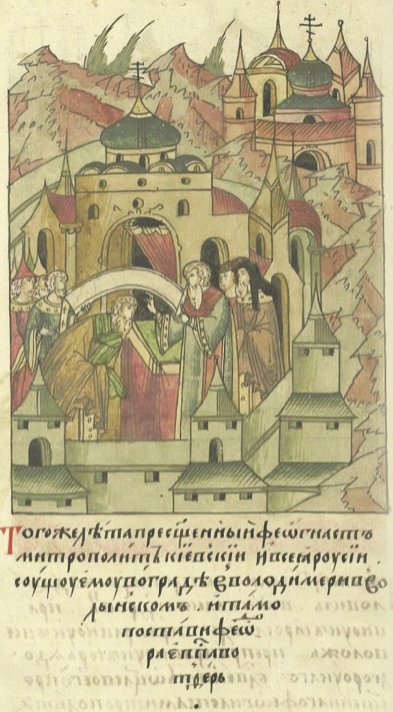
Феогност посвящает Феодора I в епископы Тверские

Епископ Феодор I (ум. 1342, Тверь — епископ Русской православной церкви, епископ Тверской.

## Биография
В 1330 году хиротонисан во епископа Тверского во Владимире-Волынском митрополитом Феогностом.
О деятельности его в епархии сведений почти не сохранилось.
В 1339 году епископ Феодор был вынужден удалиться в Псков, чтобы укрыться от гнева татар, которые требовали выдачи им Тверского князя Александра Михайловича, как участника в выступлении против татарского насилия.
Покидая Тверь, епископ Феодор вынужден был отдать большой соборный колокол, которым славилась Тверь, князьям Константину и Василию Михайловичам, которые, как бы в знак своей зависимости, должны были отослать его в Москву.
28 октября 1339 года князь Александр Михайлович вместе с сыном Феодором были мученически убиты в Орде. Они были обезглавлены, а тела их «розняли по составам». Истерзанные останки несчастных князей были привезены на Русь. Епископ Феодор вместе с Ростовским епископом Гавриилом ездил до Переяславля встречать их тела. Митрополит Феогност совершил их отпевание во Владимире, а затем было совершено погребение в Спасском соборе в Твери, рядом с великими князьями Тверскими Михаилом и Димитрием.
Скончался в 1342 году. Погребён в Спасском соборе в Твери.